# Bernie Shaw
Bernie Shaw (ur. 15 czerwca 1956 w Victorii) – kanadyjski wokalista rockowy. Występował w takich formacjach jak m.in. Grand Prix, Praying Mantis, czy Stratus. Od 1986 jest członkiem brytyjskiego zespołu Uriah Heep.

## Dyskografia
Grand Prix:
- 1980 Grand Prix
- 1980 Thinking of You
- 1981 Which Way Did the Wind Blow

Praying Mantis (jeden singel):
- 1982 Turn The Tables[2]

Stratus:
- 1985 Throwing Shapes

Iris (jeden singiel):
- 2001 Lady In Black[4]

Uriah Heep:
- 1988 Live in Moscow
- 1988 Easy Livin'
- 1989 Raging Silence
- 1989 Hold Your Head Up
- 1989 Blood Red Roses
- 1991 Different World
- 1991 Different World
- 1995 Sea of Light
- 1995 Dream On
- 1996 Spellbinder Live
- 1997 King Biscuit Flower Hour Presents In Concert
- 1998 Sonic Origami
- 1998 Heartless Land
- 1998 Across The Miles
- 2000 Future Echoes Of The Past
- 2000 Come Away Melinda
- 2001 Acoustically Driven
- 2001 Electrically Driven
- 2002 The Magician's Birthday Party
- 2003 Live in the USA
- 2004 Magic Night
- 2008 Wake the Sleeper
- 2009 Celebration
- 2011 Into the Wild
- 2014 Outsider
- 2018 Living The Dream